# Европско првенство у атлетици у дворани 1984 — бацање кугле за жене
Такмичење у бацању кугле у женској конкуренцији на 15. Европском првенству у атлетици у дворани 1984. одржано је 3. марта у Гетеборгу, Шведска.
Титулу освојену у Будимпечти 1983. одбранила је Хелена Фибингерова из Чехословачке.

## Земље учеснице
Учествовалојо је 8 бацачица кугле из 6 земаља.
1. Западна Немачка (2))
2. Источна Немачка (2)
3. Румунија (1)
4. Совјетски Савез (1)
5. Француска (1)
6. Чехословачка (1)

## Рекорди
Извор:
| Рекорди пре почетка Европског првенства у дворани 1984.     | Рекорди пре почетка Европског првенства у дворани 1984. | Рекорди пре почетка Европског првенства у дворани 1984. | Рекорди пре почетка Европског првенства у дворани 1984. | Рекорди пре почетка Европског првенства у дворани 1984. | Рекорди пре почетка Европског првенства у дворани 1984. |
| ----------------------------------------------------------- | ------------------------------------------------------- | ------------------------------------------------------- | ------------------------------------------------------- | ------------------------------------------------------- | ------------------------------------------------------- |
| Светски рекорд                                              | Хелена Фибингерова                                      | Чехословачка                                            | 22,50                                                   | Јаблонец, Чехословачка                                  | 19. фебруар 1977.                                       |
| Европски рекорд                                             | Хелена Фибингерова                                      | Чехословачка                                            | 22,50                                                   | Јаблонец, Чехословачка                                  | 19. фебруар 1977.                                       |
| Рекорди европских првенстава                                | Хелена Фибингерова                                      | Чехословачка                                            | 21,46                                                   | Сан Себастијан, Шпанија                                 | 13. март 1977.                                          |
| Рекорди после завршеног Европског првенства у дворани 1984. |                                                         |                                                         |                                                         |                                                         |                                                         |
| Нових рекорда није било.                                    |                                                         |                                                         |                                                         |                                                         |                                                         |

## Освајачи медаља
|                                 |                              |                              |
| Хелена Фибингерова Чехословачка | Клаудија Лош Западна Немачка | Хајди Кригер Источна Немачка |

## Резултати
Извор:

### Финале
| Пласман | Атлетичарка        | Земља           | #1    | #2    | #3    | #4    | #5    | #6    | Резултат | Белешка |
| ------- | ------------------ | --------------- | ----- | ----- | ----- | ----- | ----- | ----- | -------- | ------- |
|         | Хелена Фибингерова | Чехословачка    | x     | 20,15 | x     | 19,83 | 20,34 | x     | 20,34    |         |
|         | Клаудија Лош       | Западна Немачка | 20,23 | 19,39 | x     | 18,85 | 19,31 | x     | 20,23    |         |
|         | Хајди Кригер       | Источна Немачка | 18,63 | 19,85 | 20,18 | 19,97 | 19,81 | x     | 20,18    |         |
| 4       | Нуну Абашидзе      | Совјетски Савез | 19,68 | 19,94 | x     | 20,03 | 19,80 | x     | 20,03    |         |
| 5       | Михаела Логин      | Румунија        | 19,58 | x     | 19,74 | x     | 19,42 | 19,76 | 19,76    |         |
| 6       | Хајке Дитрих       | Источна Немачка | 18,18 | 18,74 | 19,26 | x     | x     | 19,50 | 19,50    |         |
| 7       | Бригит Печ         | Западна Немачка | 16,07 | x     | 17,03 | 16,93 | 17,41 | x     | 17,41    | ЛРд     |
| 8       | Симон Креантор     | Француска       | 15,98 | 16,29 | x     | x     | x     | –     | 16,29    |         |

## Укупни биланс медаља у бацању кугле за жене после 15. Европског првенства у дворани 1970—1984.
|    | Земља                |    |    |    |    |
| -- | -------------------- | -- | -- | -- | -- |
| 1. | Чехословачка         | 7  | 3  | 1  | 11 |
| 2. | Источна Немачка      | 3  | 6  | 6  | 15 |
| 3. | Совјетски Савез      | 3  | 3  | 3  | 9  |
| 4. | Бугарска             | 2  | 0  | 1  | 3  |
| 5. | Западна Немачка      | 0  | 2  | 3  | 5  |
| 6. | Пољска               | 0  | 1  | 0  | 1  |
| 7. | Уједињено Краљевство | 0  | 0  | 1  | 1  |
|    | Укупно {7}           | 15 | 15 | 15 | 45 |

|    | Атлетичарка        | Земља           |   |   |   |    |
| -- | ------------------ | --------------- | - | - | - | -- |
| 1. | Хелена Фибингерова | Чехословачка    | 7 | 3 | 0 | 10 |
| 2. | Надежда Чижова     | Совјетски Савез | 3 | 1 | 0 | 4  |
| 3. | Иилона Слупјанек   | Источна Немачка | 2 | 1 | 1 | 4  |
| 4. | Маријане Адам      | Источна Немачка | 1 | 1 | 2 | 4  |
| 5. | Иванка Христова    | Бугарска        | 1 | 0 | 1 | 2  |
| 6. | Антонина Иванова   | Совјетски Савез | 0 | 1 | 2 | 3  |
| 7. | Ева Вилмс          | Западна Немачка | 0 | 1 | 2 | 3  |
| 8. | Хелма Кноршајт     | Источна Немачка | 0 | 1 | 1 | 2  |